# أمير بن محمد المدري

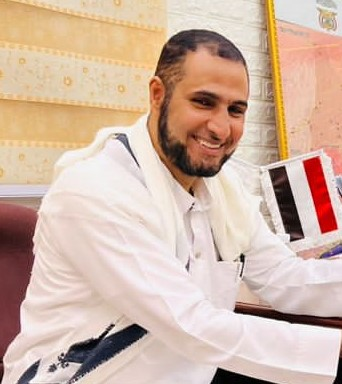

أمير بن محمد المدري (1يناير1971-) داعية اسلامي يمني، وإمام وخطيب مسجد الإيمان ومؤلف، وأستاذ أكاديمي.

## مؤهله العلمي
- حاصل على البكالوريوس في (اللغة الإنجليزية) من جامعة صنعاء كلية التربية 2000.

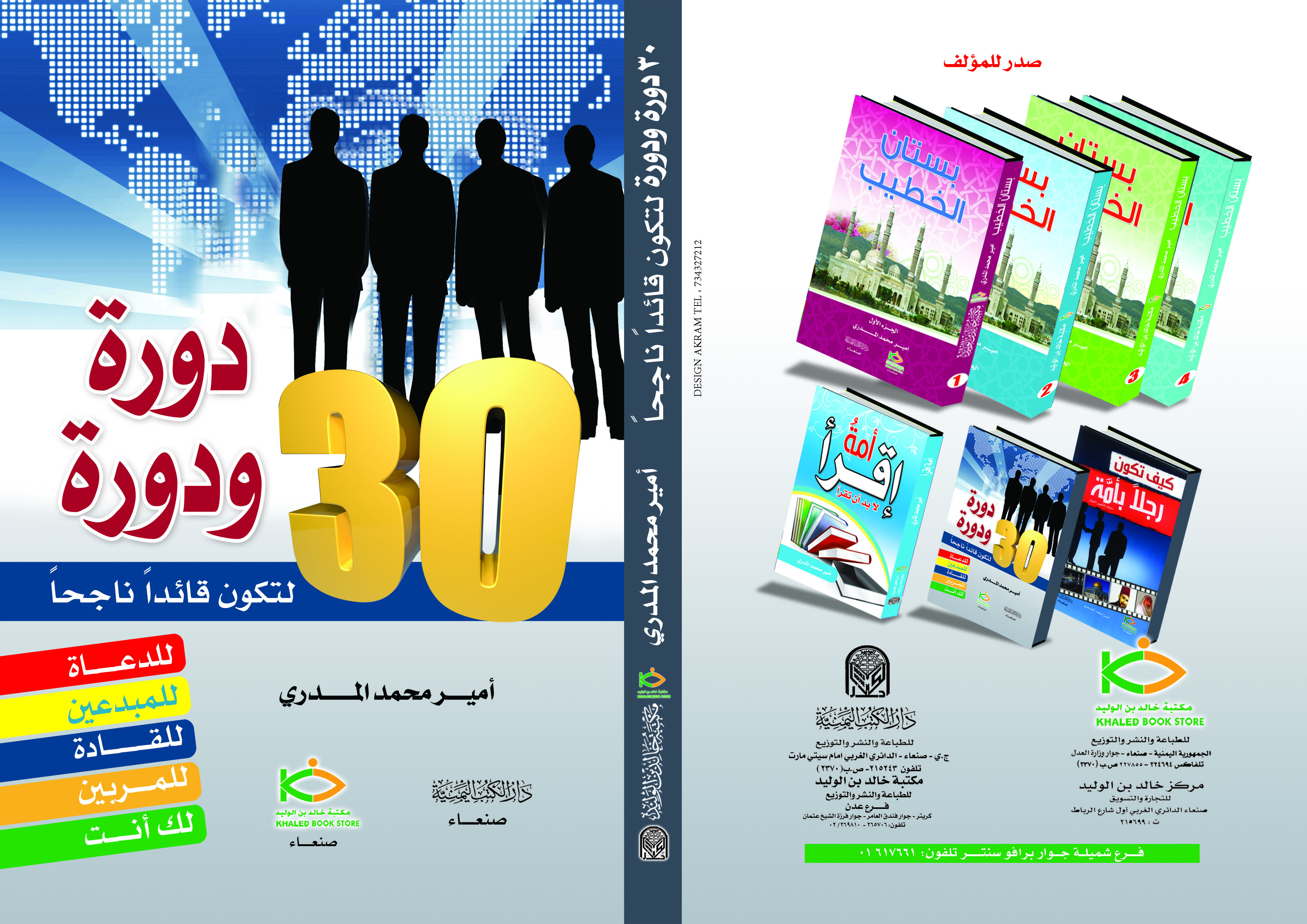

- حاصل على درجة دكتوراه في العلوم التربوية من جامعة القرآن الكريم والعلوم الإسلامية، في السودان 2017.
- حاصل على درجة ماجستير من جامعة صنعاء في أصول التربية 2013.
- حاصل على البكالوريوس في (الدراسات الإسلامية) من جامعة العلوم والتكنولوجيا (اليمن) ، كلية الآداب صنعاء 2012.

## خبراته
- عمل كاتباً في صحيفة السلام الصادرة بمحافظة عمران اليمن من عام 2005م-2012م.
- مدير مدرسة علي بن أبي طالب لتحفيظ القران الكريم، عمران، من عام 2008-2012م.
- مدير مركز الصادق التعليمي - سيحوت -المهرة 2018-2019م.
- له صفحة خاصة فيها كتبه ومقالاته ورسائله على شبكة صيد الفوائد
- مستشار تربوي أُسري وأجاب على عشرات الاستشارات التربوية الأسرية، في موقع المستشار على شبكة الإنترنت. موقع المستشار
- يحاضر في المواد: (الفكر الإسلامي، الثقافة الإسلامية، مناهج بحث، أصول التربية، اللغة الإنجليزية، مهارات الاتصال) في كل من الجامعات: (العلوم والتكنولوجيا ــ جامعة الإيمان ــ كلية المجتمع) مدة ثلاث سنوات.
- عمل مقرراً لفريق الجودة والاعتماد بمكتب التربية والتعليم بمحافظة عمران.
- شارك في المؤتمر الدولي للتربية الذي أقامته جامعة السودان بالخرطوم للفترة من 18-19 من يناير 2017م.
- شارك في ورشة تطوير معايير الجودة والاعتماد بجامعات العالم الإسلامي، في الفترة من 15-16 مارس /2017م بجامعة النيلين.
- شارك في المؤتمر العلمي العالمي الخامس، الذي أقامته جامعة القرآن والعلوم الإسلامية بالسودان، بعنوان (الوقف الإسلامي واستشراف المستقبل)، في الفترة من 17-18 /7/2017م.
- أعد مجموعة من البرامج التدريبية لعدد من المؤسسات مثل الندوة العالمية للشباب، مركز المجد للتدريب والبحث العلمي، جمعية الإصلاح الاجتماعي الخيرية، جمعية أجيال للتأهيل، مدارس عمران الأهلية، المدارس النموذجية، مدارس النهضة، منظمة كير، اتحاد نساء اليمن.

## أنشطته الدعوية
- إمام وخطيب مسجد الإيمان بعمران من عام 1997م-2013م.

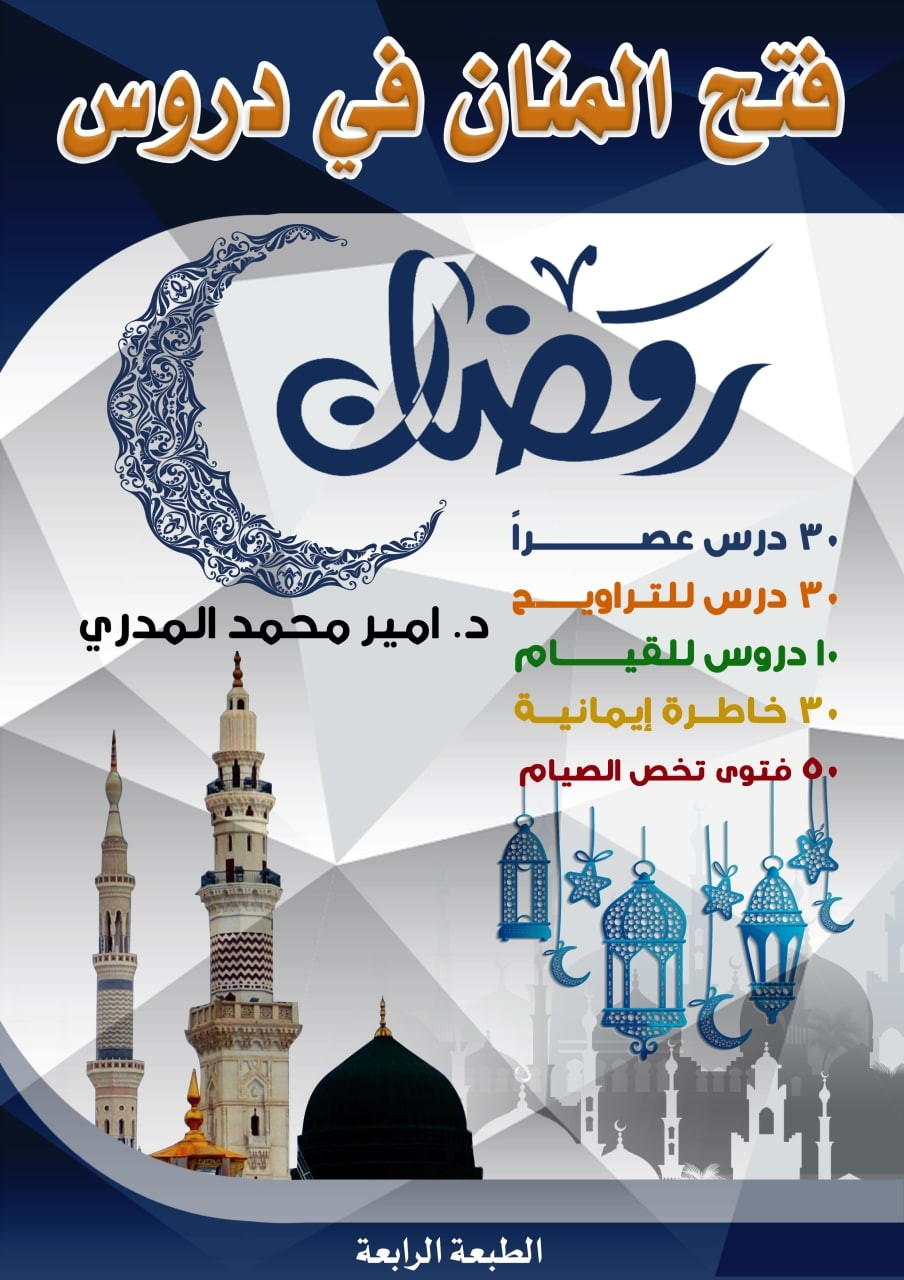

- شارك في التحكيم في مسابقات القرآن الكريم على مستوى محافظة عمران من عام 2005-2012م.
- خطيب مسجد الأنصار بشملان- صنعاء في الفترة من نهاية عام 2013- 2015م.
- خطيب مسجد الراشدين -الخرطوم - السودان في عام 2017م.
- إمام وخطيب مسجد الصادق -سيحوت المهرة،2018-2020م.
- يخطب ويحاضر في عدة مساجد بالعاصمة صنعاء وعمران، والمهرة وغيرها من المحافظات اليمنية منذ 20 عاما.
- له أكثر من 200 خطبة ومحاضرة صوتية منشورة على صفحة خاصة بالشبكة الإسلامية الشبكة الإسلامية ويب

## مؤلفاته
- بستان الخطيب الجزء الأول. (3طبعات).[1]
- بستان الخطيب الجزء الثاني. (3طبعات).[2]
- بستان الخطيب الجزء الثالث. (طبعتان)[3]
- بستان الخطيب الجزء الرابع. (طبعتان)[4]
- بستان الخطيب الجزء الخامس (طبعتان).
- بستان الخطيب الجزء السادس (طبعتان).
- بستان الخطيب الجزء السابع (طبعتان).
- بستان الخطيب الجزء الثامن (طبعتان).
- كيف تكون رجلاً بأمه. (طبعتان)[5]
- خمسون وصية ووصية لتكون خطيباً ناجحا (طبعتان).[6]
- أمة اقرأ لا بد أن تقرأ (3 طبعات).[7]
- سلسلة رسائل الإيمان. وصدر منها 32 رسالة.[8]
- ثلاثون دورة ودورة لتكون قائداً ناجحاً.[9]
- فتح المنان في دروس رمضان (طبعتان)[10]
- الجواهر والدرر من أقوال السادة الغرر (جزءان).[11]
- الحجاج بن يوسف (دماء وعطاء).[12]
- المواعظ الإيمانية من الآيات القرآنية.[13]
- الحصون المنيعة من ألفاظ وأمثال تخالف الشريعة.[14]
- حادثة الافك دروس وعبر.[15]
- كن من أهل القرآن.[16]
- موسوعة غزوات النبي المصطفى دروس وعبر.[17]
- بستان الحقوق في الإسلام (الجزء الأول).[18]
- بستان الحقوق في الإسلام (الجزء الثاني).[19]
- المتغيرات الأسرية وعلاقتها بالتحصيل الدراسي لدى طلبة المرحلة الأساسية (رسالة ماجستير).[20]
- دورة الإدارة المدرسية في تعزيز الأمن الفكري (رسالة دكتوراه).[21]
- روض الأزهار من أجمل الأشعار. (ما يحتاج الخطيب والداعية من الشعر).
- ستون وصية ووصية للحصول على نوم هنيء ومريح.[22]

## وصلات خارجية
- المدونة الشخصية:مدونة الشيخ امير المدري
- أهم دروسه وخطبه ومؤلفاته ورسائله: شبكة صيد الفوائد صفحة الشيخ أمير بن محمد المدري
- الخطب الصوتية: الشبكة الإسلامية: صفحة الداعية أمير المدري
- كتبه.مكتبة نور كتب الدكتور أمير المدري